# 大田区立萩中小学校
大田区立萩中小学校（おおたくりつ はぎなかしょうがっこう）は、東京都大田区本羽田三丁目にある区立小学校。

## 沿革
- 1955年（昭和30年）
  - 5月 - 校舎新築着工。
  - 9月 - 校名を大田区立萩中小学校と決定。
  - 11月1日 - 開校式挙行。この日を開校記念日と定める[1]。
- 1956年（昭和31年）3月 - 校章・校歌制定、校旗樹立、校舎落成式挙行。
- 1958年（昭和38年）3月 - 体育館竣工。
- 1965年（昭和40年）8月 - プール完成。
- 1967年（昭和42年）4月 - 萩中幼稚園を併設。
- 1970年（昭和45年）10月 - 開校15周年記念式典挙行。
- 1974年（昭和49年）2月 - 全校舎鉄筋に増改築。
- 1975年（昭和50年）10月 - 開校20周年記念式典挙行。
- 1979年（昭和54年）2月 - 特別教室増築竣工（家庭科・視聴覚室・音楽室）。開校25周年記念式典・祝賀会挙行。
- 1985年（昭和60年）10月 - 開校30周年記念式典・祝賀会挙行。
- 1986年（昭和61年）3月 - 機械警備施設完了。
- 1988年（昭和63年）2月 - 山型はん登網新設。
- 1990年（平成2年）10月 - 開校35周年記念式典・祝賀会挙行。
- 1995年（平成7年）11月 - 開校40周年記念式典・祝賀会挙行。
- 1999年（平成11年）2月 - 体育館新築工事竣工落成記念式典挙行。旧体育館解体・運動場整地、植栽完了（校庭に桜を直樹）。
- 2000年（平成12年）10月 - 開校45周年記念式典・祝賀会挙行。
- 2005年（平成17年）6月 - プール全面塗装工事実施。開校50周年記念式典・祝賀会挙行。
- 2007年（平成19年）11月 - トイレ改修工事。
- 2008年（平成20年）4月 - 学級園改修工事、水田の設置。
- 2009年（平成21年）
  - 1月 - プール飛び込み台撤去。
  - 3月 - 萩中幼稚園閉園（41年の歴史に幕を閉じる）。
- 2015年（平成27年）11月 - 開校60周年記念式典・祝賀会挙行。
- 2016年（平成28年）4月 - 特別支援教室（サポートルーム）開設。
- 2017年（平成29年）4月 - 2019年（平成31年）3月まで、東京都オリンピック・パラリンピック教育アワード校。
- 2019年（令和元年） - 大田区理科教育推進拠点校指定。

## 通学区域
- 萩中三丁目3番から12番、16番から26番
- 羽田一丁目5番から21番
- 羽田二丁目全域
- 本羽田三丁目4番から11番、24番から30番
- 西糀谷三丁目39番から42番[2]

## 周辺
- 大田区立出雲中学校 - 主な進学先で、かつ敷地が隣接。
- 東京都立つばさ総合高等学校 - 敷地が隣接。
- 城南職業能力開発センター大田校 - 敷地が隣接。
- 大田区立萩中公園
- 萩中集会所
- 糀谷・羽田地域庁舎分室
- 大田区立都南小学校
- 東京都道・神奈川県道6号東京大師横浜線
  - 国道131号 - 東京都道・神奈川県道6号東京大師横浜線からの間接接続。
- 多摩川
  - 大師橋
- そのほか、小規模の公園・児童公園や寺院が点在する。

## アクセス
- JR・東急蒲田駅から、京浜急行バス蒲40・蒲41・蒲42・蒲43のバスで13分、「萩中公園前」バス停下車後、徒歩約180m・約3分。
- 羽田空港から、上述の蒲41系統のバスで、「萩中公園前」バス停まで、
  - 第3ターミナルから9分、下車後徒歩。
  - 第2ターミナルから24分、下車後徒歩。
  - 第1ターミナルから19分、下車後徒歩。
- 首都高羽田線・横羽線羽田ランプから、車で約1.1km・約数分。